# بابلو بالاسيو
بابلو بالاسيو (بالإسبانية: Pablo Palacio)‏ هو لاعب كرة قدم أرجنتيني في مركز الوسط، ولد في 18 مايو 2000 في الأرجنتين. لعب مع Independiente Rivadavia ‏.

## وصلات خارجية
- بابلو بالاسيو على موقع قاعدة بيانات كرة القدم.إي يو (الإنجليزية)
- بابلو بالاسيو على موقع Soccerway.com (الإنجليزية)
- بابلو بالاسيو على موقع عالم كرة القدم.نت (الإنجليزية)